# دراغون بول: ريجنق بلاست
دراغون بول: ريجنق بلاست (بالإنجليزية: Dragon Ball: Raging Blast)‏ هي تتبع لسلسلة ألعاب دراغون بول زد ويعتبر هذا الجزء من أفضل وأروع الأجزاء في هذه السلسلة.
حيث أن ما يميز اللعبة أنها تعرض القصة مرتبة، وكذلك فإنها الإصدار الأول من لعبة ريجنغ بلاست على بلاي ستيشن 2، وهناك الكثير من الشخصيات في القصة وأكثرها يفتح مع إنجاز المهمات والقصص، اللعبة لم تحقق أرباحاً كبيرة لكنها حققت مبيعات لا بأس بها بالنسبة لألعاب مثلها.
و يصدر الجزء الثاني في الثاني من أبريل في 2011 و سيكون سعرها الرسمي 59.99 دولارا.
و يتوقع من الشركة المنتجة ان تقدم الكثير في الجزء الثاني لتجذب أكبر عدد من محبي اللعبة الذين تركوها ابقا بسبب التراجع الكبير للشركة.

## الشخصيات المتاحة
في البداية ستشاهد 7 شخصيات فقط وهم: غوكو وجوهان وتيان و راديتز ونابا وياماكا وبيكولو، وعند إنجاز المهمات يتم فتح باقي الشخصيات في القصة مثل: فريزا وفيجيتا وترانكس، وخلال المعارك الجماعية تقاتل الشخصيات معًا، وتنتقل بحرية بين الأعضاء وتساعد بعضهم البعض من خلال إجراءات الدعم، وستتمكن من تحسين قدرات شخصياتك من خلال العنصر وتخصيص Super Attack، وتزويدها بحركاتك المفضلة لتتناسب مع أسلوب القتال الخاص بك.

## مراحل المعركة في اللعبة
- ساحة البطولة العالمية
- ناميك الكوكب
- دمر كوكب ناميك
- منطقة روكي
- المدينة المدمرة
- استراحة القفر
- كهف
- ساحة ألعاب الخلية
- جزر
- عالم Kai الأعلى